# Саннвика
Саннвика (норв. Sandvika) — пригород Осло, административный центр муниципалитета Берум, фюльке Акерсхус, Норвегия. Саннвика получила статус города 4 июля 2003 года.
Саннвика расположена примерно в 15 километрах к западу от Осло, имеется автобусная и железнодорожная станции. Саннвика — одна из остановок Flytoget — скоростного поезда до аэропорта Осло. Дорога из Саннвики до аэропорта занимает примерно 39 минут.
В Саннвике расположен крупнейший торговый центр Sandvika storsenter, включающий порядка 190 магазинов площадью 50 000 м². Также в городе имеются публичная библиотека, кинотеатр с 8 залами и недавно возведённый культурный центр.
Ранее в Саннвике располагалась Норвежская школа менеджмента. В августе 2005 года школа переехала в район Осло Нюдален.
В 2014 году город стал первым в Норвегии, в котором появилось общественное здание с положительным энергобалансом.
В 1895 году в Саннвике побывал Клод Моне. Он написал несколько картин с пейзажами города.

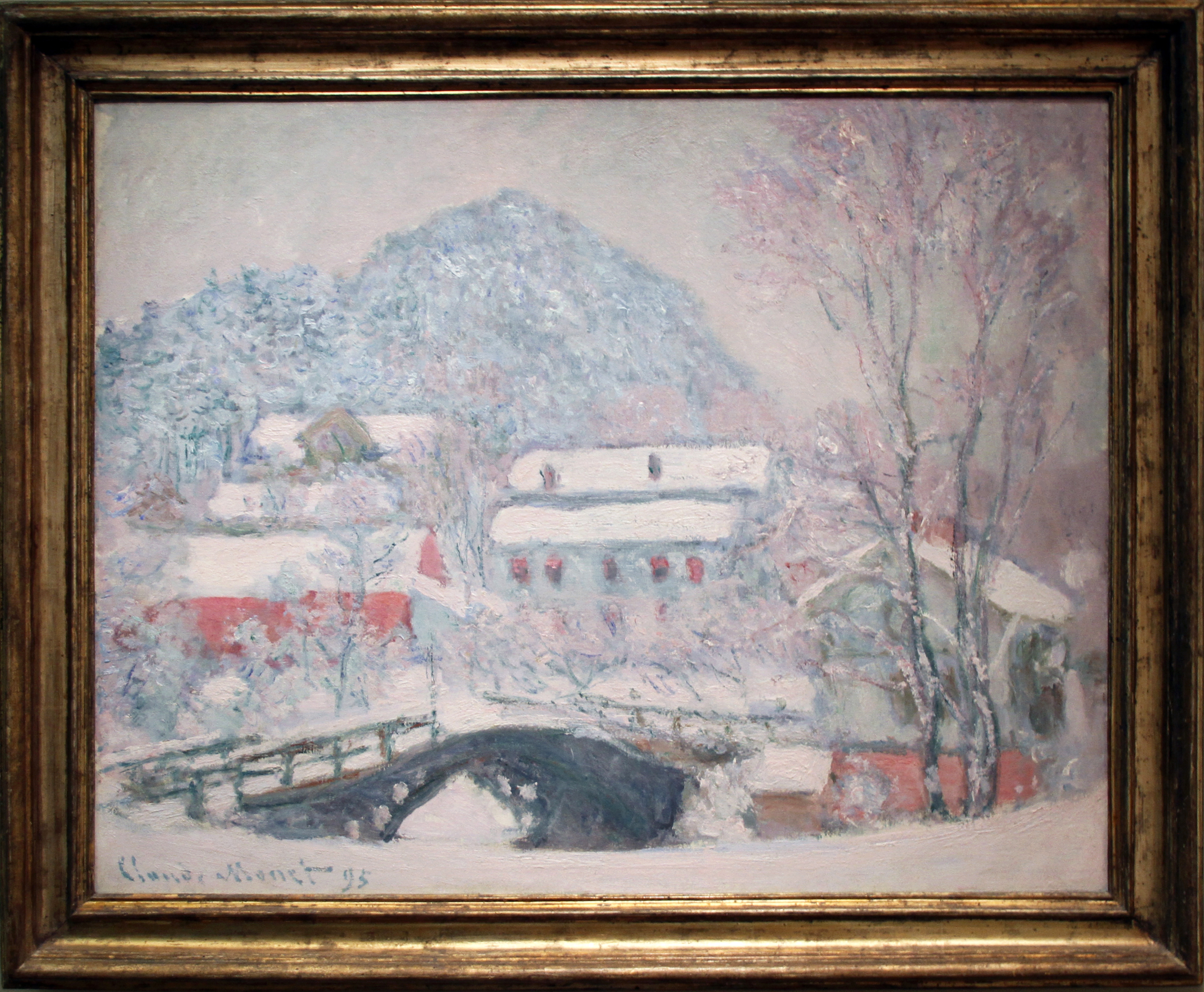
Клод Моне «Саннвика, Норвегия»
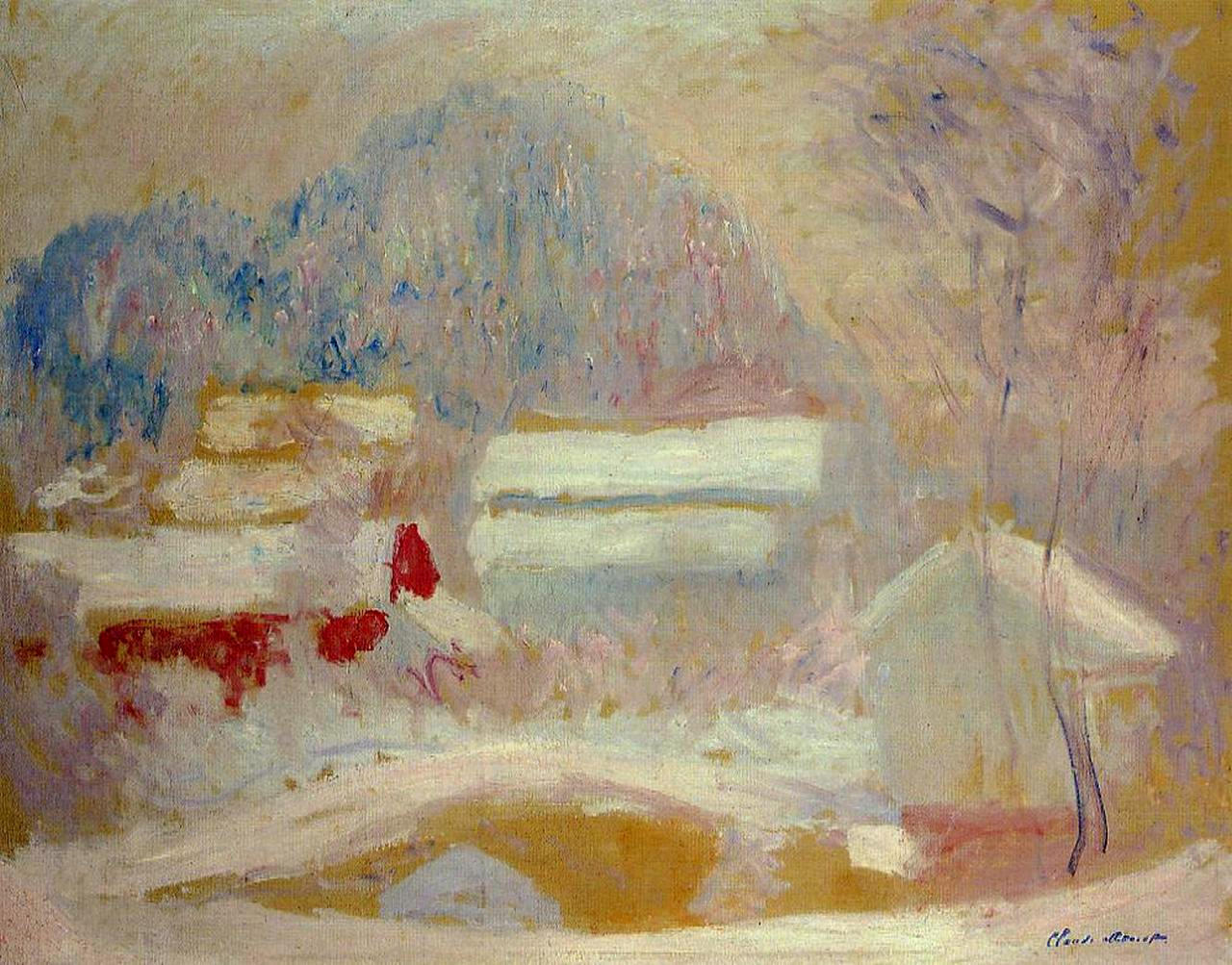
Клод Моне «Мост Лёкке, Саннвика»
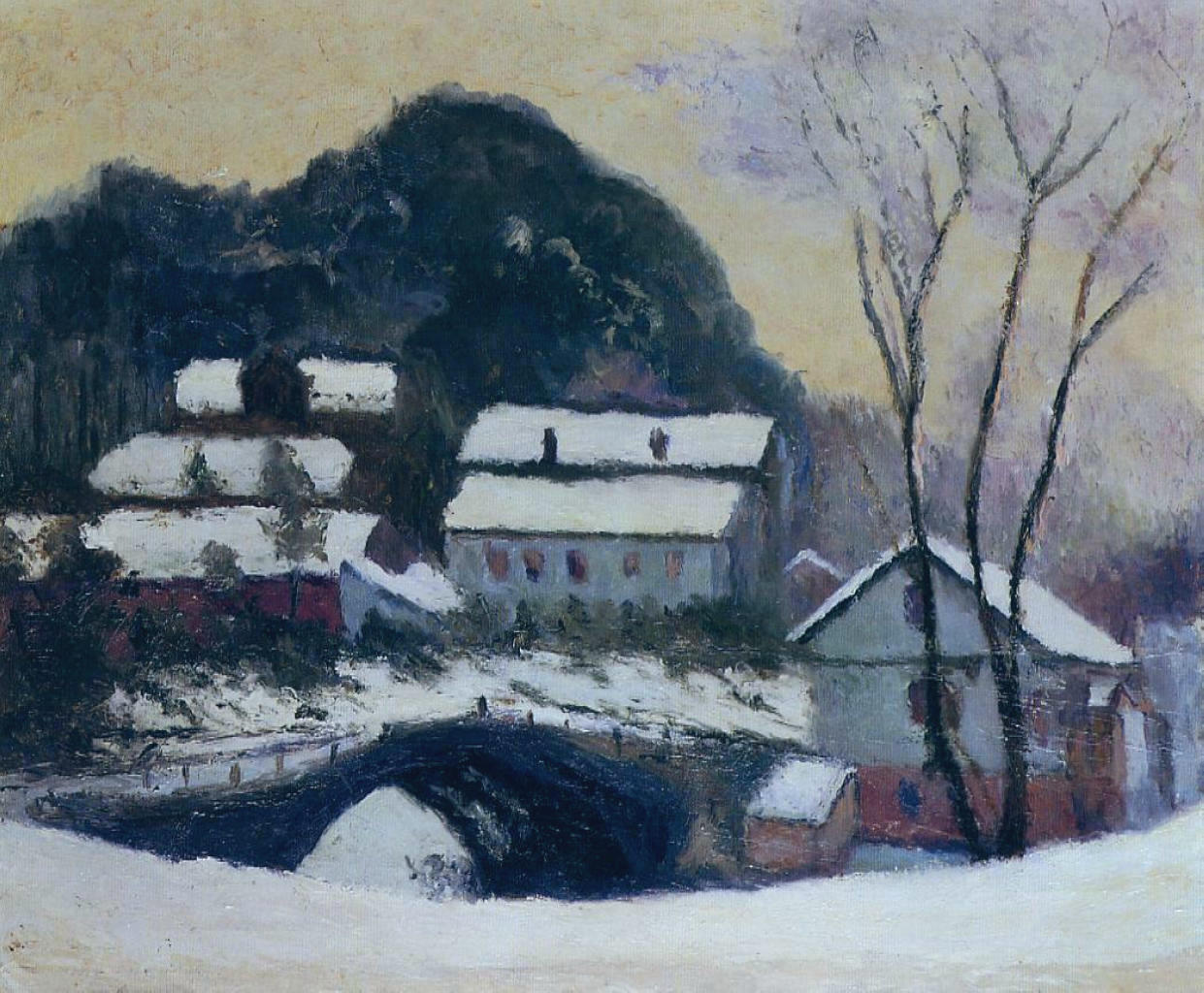
Клод Моне «Мост Лёкке, Саннвика»